# Kouznetski Most (métro de Moscou)
Kouznetski Most (en russe : Кузне́цкий Мост et en anglais : Kuznetsky Most) est une station de la ligne Tagansko-Krasnopresnenskaïa (ligne 7 mauve) du métro de Moscou, située sur le territoire de l'arrondissement Mechtchanski dans le district administratif central de Moscou.

## Situation sur le réseau
Établie en souterrain, à 40 mètres sous le niveau du sol, la station Kouznetski Most est située au point 06+56,73 de la ligne Tagansko-Krasnopresnenskaïa (ligne 7 mauve), entre les stations Pouchkinskaïa (en direction de Planernaïa) et Kitaï-gorod (en direction de Kotelniki).